# Ziarat-e Tamarkhan
Ziarat-e Tamarkhan (persiska: زيارت تمرخان) är en ort i Iran.   Den ligger i provinsen Kermanshah, i den västra delen av landet, 500 km väster om huvudstaden Teheran. Ziarat-e Tamarkhan ligger 1 215 meter över havet och antalet invånare är 865.
Terrängen runt Ziarat-e Tamarkhan är kuperad åt sydväst, men åt nordost är den bergig. Runt Ziarat-e Tamarkhan är det ganska tätbefolkat, med 72 invånare per kvadratkilometer. Ziarat-e Tamarkhan är det största samhället i trakten. Omgivningarna runt Ziarat-e Tamarkhan är i huvudsak ett öppet busklandskap.